# Божидар Ковачек
Божидар Ковачек (Босанска Дубица, 8. август 1930 — Нови Сад, 29. март 2007) био је српски професор универзитета, театролог и председник Матице српске.

## Детињство и школовање
Основну школу похађао је у Новом Граду (1936—1938) и у Суботици, у коју су га родитељи послали код тетке да похађа грађанску школу (1938/39), а затим се вратио у школу у Новом Граду (1939/40). Класичну гимназију уписао је 1940/41. у Новом Саду, али се због избијања рата вратио родитељима који су га због усташког терора поново послали код тетке у Суботицу. Ту је од 1942. до 1944. похађао „мађарску краљевску државну гимназију са српским наставним језиком“. После рата наставио је и завршио Мушку гимназију 1949, а затим дипломирао на Филозофском факултету – на Групи за југословенске језике и књижевност у Београду 1954. Докторску тезу о Јовану Ђорђевићу одбранио је на Филозофском факултету – на Групи за југословенске књижевности у Новом Саду 1963.

## Универзитетска каријера
На истом факултету је радио као библиотекар (1955—1957), затим као асистент (1957—1963), доцент (1963—1970) и ванредни професор од 1970. Предавао је народну књижевност и општу југословенску књижевност. На Академију уметности у Новом Саду је прешао 1975. Био је члан матичне Комисије при оснивању Академије, а као ванредни професор предавао је Историју југословенске драме и позоришта до XX века. За редовног професора изабран је 1978. и неколико г. предавао је упоредо и на Филозофском факултету. Учествовао је у оснивању и предавао на магистарским студијама из театрологије, био је и декан од 1978. до 1983, а продекан је био од 1991. до 1996. Пензионисан је 1999, али је и даље је држао предавања. Одржао је два курса на Високој школи у Печују о Јовану Јовановићу Змају и српском позоришту у XIX веку, а као гост предавао је на факултетима у Београду, Сегедину, Софији, Пловдиву, Вроцлаву, Познању и Берлину.

## Матица српска
Као млад научни радник почетком 60-их почео је да сарађује са Матицом српском: члан-сарадник постао је 1963, а стални члан 1973. Не напуштајући професуру, био је управник Библиотеке МС (1970—1975), а више пута је биран у Управни одбор (од 1969) и у Извршни одбор (од 1971); секретар Одељења за књижевност и језик био је од 1974. до 1983, потпредседник МС од 1982. до 1999, председник Темишварског одбора и главни уредник Темишварског зборника од 1991. до 2000. Основао је 1987. (и био његов главни уредник) Матичин научни часопис Зборник за сценске уметности и музику, у којем је редовно објављивао радове. Између осталог био је и члан Уређивачког одбора Српског биографског речника као и уредник струке задужен за историју драме и позоришта. Од 1999. до смрти био је председник МС.

## Друштвена делатност
Поред рада на Филозофском факултету, Академији уметности и у Матици српској био је ангажован и у многим другим културним, друштвеним и политичким установама: председник Змајевих дечјих игара 1965—1967, председник Фонда за културу НСада 1967—1979, члан Фестивалског већа Шибенског фестивала детета 1968—1970, члан Савета Хунгаролошког института 1969—1973, председник Извршног одбора Покрајинске заједнице културе 1969—1975, члан Просветног савета САПВ 1970—1972, председник Заједнице библиотекара СРС 1970—1973, председник Југословенске комисије за систем научних информација 1971—1973. и члан исте Комисије 1973—1975, председник Секције за културу Републичке конференције ССРНС 1971—1975, члан југословенске комисије за УНИСИСТ 1971—1976, члан Савета часописа „Letünk“ 1971—1986, члан Комисије Извршног већа САПВ за односе са иностранством и Комисије за културу и образовање истог Комитета 1972—1975, председник Комисије за културу Покрајинске конференције ССРНС 1975—1979, члан Позоришног савета СНП 1975—1983, члан Акционог одбора за реформу универзитета 1976—1978, члан Савета Újvidéki színház – Новосадско позориште 1977—1979, члан Комисије за друштвене науке СИЗ за научни рад САПВ, члан Комисије за споразум САНУ и Мађарске академије наука 1978, председник Организационог одбора Председништва савезне конференције ССРНЈ за саветовање о савременом позоришту 1978, члан Почасног одбора Сусрета војвођанских позоришта 1978—1979, члан и председник Управног одбора Стеријиног позорја 1992—2000, потпредседник Вукове задужбине, спољни сарадник Института за историју Војводине у НСаду, спољни сардник Хунгаролошког института у Новом Саду.
Био је члан и многих комисија, одбора и савета културних и научних установа: Матичине комисије за оснивање и почетак рада Академије уметности САПВ, Комисије за наставни и научни рад Заједнице југословенских универзитета, Издавачког савета Издавачког предузећа МС, Савета Библиотеке МС, Комисије за откуп дела тржишта нових књига СИЗ-а културе САПВ, Савезне комисије САПВ за лекторате, Одбора Доситејевих дана, Удружења књижевника САПВ, више комисија при Савету Академије уметности, председник Комисије за наставно-научни рад и Комисије за међународну сарадњу Академије уметности, члан Колегијума Универзитета по положају, Одбора за романтизам САНУ, Сентандресјког одбора САНУ, Поткомисије за упоредну књижевност Одбора за књижевност САНУ, Поткомисије за књижевност XVIII и XIX века Одбора за књижевност САНУ, Заједничке комисије САНУ и МС за фототипска издања, Редакције Енциклопедије Југославије за САПВ за књижевност, филологију, лингвистику, ликовну уметност, музику и позориште, Редакције за заједничка издања Издавачког предузећа „Európa“ у Будимпешти и Издавачког предузећа МС. Био је носилац научног пројекта Енциклопедије СНП, затим научног пројекта Контактне библиографије мађарско-српске (самостални пројекат у Одбору за романтизам САНУ и у Поткомисији за упоредну књижевност САНУ).

## Научни рад
Цео свој радни век посветио је научно-истраживачком раду из историје српске књижевности и културе (посебно позоришне) XVIII и XIX века, као и компаративистици. Радове је објављивао у скоро свим нашим листовима и часописима, а био је и члан више редакција: Зборника Матице српске за књижевност и језик (од 1963), „Позоришта“ (1968—1972), „Савремености“ (1971—1973), главни и одговорни уредник „Библиотекарских новости“ (од 1972), и Рада МС (1972). Своје радове посветио је изучавању историје СНП, проучавању драме на нашим просторима, затим књижевним и културним југословенскио-мађарским везама, као и југословенских и других књижевних веза. Немерљив је његов допринос истраживањима културā народа који нас окружују. Скоро да се не постоји ни један сегмент културе на овим просторима, поготову Новог Сада и Војводине, у којем он није оставио трага и који није био предмет његовог интересовања и проучавања. О српском позоришту и драмској књижевности написао је хиљаду и двеста страница, са акцентом пре свега на истраживањима XVIII и XIX века: „Импресивно делује К. способност да из маленог броја чињеница успешно реконструише не само обрисе једне мање или више доследно замишљене уметничке акције, него да и ваљано растумачи специфичан дух епохе и право место стваралачке индивидуалности у тој епохи. Све то он постиже, пре свега, пажљивим претраживањем и открићима чињеничне основе уметничких догађаја, али и ванредном способношћу проницљивог сагледавања једног другог времена и особених стваралачких преокупација“. Поред књига, објавио је више стотина студија, огледа и приказа, приредио више радова, предговора, увода, поговора, поздравних речи, коментара, објашњења, разговора, дискусија, регистара, редакцијских текстова и др. Сценско виђење Змајеве „Певаније“ под насловом Песми хвала је по његовом сценарију у СНП изведено 1983.

## Признања и награде
За свој дугогодишњи научни рад вишеструко је награђен: Диплома са плакетом Народне библиотеке СРС 1975, Матице српске 1976, Филозофског факултета у НСаду 1979, Повеља града Новог Сада 1979, Стеријина награда за театрологију за књигу Талија и Клио 1992, Награда „Младен Лесковац“ 2006, Ловоров венац за театрологију 2006.

## Дела
- Доситеј Обрадовић, Београд 1961. и 1963; Јован Ђорђевић, Нови Сад 1964;
- Критичари о Вељку Петровићу (коаутор Д. Ређеп), Нови Сад 1965;
- Матица српска, фотомонографија (коаутор Д. Ређеп), Нови Сад 1967;
- Писци Сенте (коаутор И. Сели), 1967;
- Преписка између Јована Ђорђевића и Антонија Хаџића, Нови Сад 1973;
- Магарашевићев Летопис о Вуку и његовој поезији, Нови Сад 1987;
- О театарском делу Јоакима Вујића (коаутори П. Марјановић, Д. Михаиловић, Д. Рњак), Нови Сад 1988;
- Талија и Клио, Нови Сад 1991;
- Прва српска књига о Ромима, Нови Сад 1996;
- Текелијанумске историје XIX века, Нови Сад-Будимпешта 1997;
- Срби у Пешти марта 1848, Будимпешта 2000;
- Матица српска – Szerb Matica 1826-1864, Будимпешта-Нови Сад 2001;
- Матица српска 1826—2001, Нови Сад 2001;
- Црногорске и приморске теме у првих сто бројева Летописа Матице српске, Нови Сад 2003;
- Непозната писма Михајла Пупина и архивалије у вези с њима, Нови Сад 2004;
- Милутин Миланковић и Матица српска: непозната писма његова, пратеће архивалије и подаци, Нови Сад 2005;
- Никола Тесла и Матица српска, Нови Сад 2006
- Талија и Клио II и III, Нови Сад 2007.